# AS Poissy
AS Poissy is een Franse voetbalclub uit Poissy. De club is in 1904 opgericht en speelt haar thuiswedstrijden in Stade Léo-Lagrange. De clubkleuren zijn geel en blauw. Poissy speelde in haar geschiedenis één seizoen in de Ligue 2 (1977-78). De club degradeerde in 2023 uit de National 2, maar werd uitgesloten voor de National 3 en degradeerde naar de regionale reeksen. 

## Bekende (ex-)spelers
- Gérard Soler (jeugd)